# Bristol Sycamore
Bristol Type 171 Sycamore – śmigłowiec wielozadaniowy opracowany w latach 40. XX wieku przez Bristol Aeroplane Company, pierwszy śmigłowiec skonstruowany przez to przedsiębiorstwo, a zarazem pierwszy śmigłowiec konstrukcji brytyjskiej, który uzyskał certyfikację zdatności do lotu.
Początek prac nad śmigłowcem miał miejsce w nowo utworzonym latem 1944 roku wydziale śmigłowców firmy Bristol w Filton, pod kierownictwem Raoula Hafnera. W 1945 roku Ministerstwo Zaopatrzenia zamówiło budowę prototypów według specyfikacji E.20/45. Projekt otrzymał oznaczenie fabryczne Type 171. Oblot prototypu wersji Mk 1 nastąpił 27 lipca 1947 roku. Drugi egzemplarz, oblatany w lutym 1948 roku, otrzymał jako pierwszy brytyjski śmigłowiec w kwietniu 1949 roku świadectwo zdatności do lotu i ze znakami G-ALOU został zademonstrowany na paryskim salonie lotniczym. Pierwsze dwa egzemplarze były napędzane amerykańskim silnikiem tłokowym Pratt & Whitney Wasp Junior, lecz od wersji Mk 2, której jeden egzemplarz oblatano 3 września 1949 roku, zamieniono go na brytyjski Alvis Leonidas. 
Pierwszym wariantem seryjnym stał się Mk 3, w którym przeprojektowano kadłub dla uzyskania większej kabiny, mieszczącej na tylnej ławce trzy osoby. Powstało ich 23, w tym dwa w wersji Mk 3A z bagażnikiem za silnikiem dla linii British European Airways. Testowano warianty wojskowe wersji Mk 3: HC.10 (1), HC.11 (4) i HR.12 (4). Następnie do produkcji wprowadzono ostateczną wersję seryjną Mk 4, w której m.in. zastosowano cztery drzwi do kabiny. Zbudowano 154 śmigłowce tej wersji.  Produkcja trwała do 1959 roku, zbudowanych zostało 177 egzemplarzy seryjnych śmigłowca.
Ponad 80 maszyn tego typu wykorzystywanych było przez Royal Air Force, gdzie rozpoczęły służbę w 1953 roku, głównie do zadań ratowniczych i łączności. Śmigłowce te wzięły udział m.in. w walkach na Malajach (1948-1960). Army Air Corps otrzymało pięć egzemplarzy w celach ewaluacyjnych. Ze służby w RAF wycofano je w sierpniu 1972 roku.
Poza Wielką Brytanią, śmigłowce służyły w wojskach niemieckim (46 sztuk w siłach powietrznych, cztery w marynarce wojennej), australijskim (dziesięć egzemplarzy w Royal Australian Navy, jeden w Royal Australian Air Force) i belgijskim (trzy sztuki w siłach powietrznych, wykorzystywane w Kongu).
Bristol Sycamore wykorzystywany był także w lotnictwie cywilnym, m.in. przez British European Airways.